# باليساديس (تكساس)
باليساديس (بالإنجليزية: Palisades, Texas)‏ هي قرية (الولايات المتحدة الأمريكية) تقع في الولايات المتحدة في مقاطعة راندال (تكساس). يقدر عدد سكانها بـ 352 نسمة ومساحتها 1.5 كم2 وترتفع عن سطح البحر 1,022 متر.

## التركيبة السكانية
حدّد مكتب تعداد الولايات المتحدة بيانات التركيبة السكانية لباليساديس في تعداد الولايات المتحدة. في ما يلي، التركيبة السكانية حسب تعدادي 2000 و2010.

### تعداد عام 2000
بلغ عدد سكان باليساديس 352 نسمة بحسب تعداد عام 2000، وبلغ عدد الأسر 144 أسرة وعدد العائلات 98 عائلة مقيمة في القرية. في حين سجلت الكثافة السكانية 234.7 نسمة لكل كيلومتر مربع (607.9/ميل2). وبلغ عدد الوحدات السكنية 157 وحدة بمتوسط كثافة قدره 104.7 لكل كيلومتر مربع (271.2/ميل2).
وتوزع التركيب العرقي للقرية بنسبة 95.74% من البيض و2.27% من الأمريكيين الأصليين و1.14% من الأعراق الأخرى و0.85% من عرقين مختلطين أو أكثر و3.12% من الهسبانيون أو اللاتينيون من أي عرق.
بلغ عدد الأسر 144 أسرة كانت نسبة 36.1% منها لديها أطفال تحت سن الثامنة عشر تعيش معهم، وبلغت نسبة الأزواج القاطنين مع بعضهم البعض 55.6% من أصل المجموع الكلي للأسر، ونسبة 8.3% من الأسر كان لديها معيلات من الإناث دون وجود شريك،  بينما كانت نسبة 4.2% من الأسر لديها معيلون من الذكور دون وجود شريكة وكانت نسبة 31.9% من غير العائلات. تألفت نسبة 29.2% من أصل جميع الأسر من عدة أفراد يعيشون في نفس المنزل ونسبة 7.6% كانت تتألف من شخص يعيش بمفرده يبلغ من العمر 65 عاماً أو أكثر. وبلغ متوسط حجم الأسرة المعيشية 2.44، أما متوسط حجم العائلات فبلغ 2.95.
بلغ العمر الوسطي للسكان 39.2 عاماً. وكانت نسبة 27% من القاطنين تحت سن الثامنة عشر، وكانت نسبة 8% بين الثامنة عشر والرابعة والعشرين عاماً، ونسبة 27.8% كانت واقعةً في الفئة العمرية ما بين الخامسة والعشرين والرابعة والأربعين عاماً، ونسبة 25.3% كانت ما بين الخامسة والأربعين والرابعة والستين، ونسبة 11.9% كانت ضمن فئة الخامسة والستين عاماً فما فوق. يوجد لكل 100 أنثى 116.0 ذكر، ويوجد لكل 100 أنثى في الثامنة عشر من عمرها فما فوق 117.8 ذكر.
بلغ متوسط دخل الأسرة في القرية 32,188 دولارًا، أما متوسط دخل العائلة فبلغ 38,125 دولارًا. وكان متوسط دخل الذكور 33,125 دولارًا مقابل 17,083 دولارًا للإناث. وسجل دخل الفرد الخاص بالقرية 17,011 دولارًا. وكانت نسبة 8.6% من العائلات ونسبة 9.2% من السكان تحت خط الفقر، وكان من هؤلاء نسبة 15.1% تحت سن الثامنة عشر ونسبة 4.4% في الخامسة والستين من العمر وما فوق.

### تعداد عام 2010
بلغ عدد سكان باليساديس 325 نسمة بحسب تعداد عام 2010، وبلغ عدد الأسر 138 أسرة وعدد العائلات 95 عائلة مقيمة في القرية. في حين سجلت الكثافة السكانية 216.7 نسمة لكل كيلومتر مربع (561.3/ميل2). وبلغ عدد الوحدات السكنية 165 وحدة بمتوسط كثافة قدره 110 لكل كيلومتر مربع (284.9/ميل2).
وتوزع التركيب العرقي للقرية بنسبة 97.54% من البيض و1.54% من الأمريكيين الأصليين و0.31% من الأعراق الأخرى و0.62% من عرقين مختلطين أو أكثر و6.15% من الهسبانيون أو اللاتينيون من أي عرق.
بلغ عدد الأسر 138 أسرة كانت نسبة 24.6% منها لديها أطفال تحت سن الثامنة عشر تعيش معهم، وبلغت نسبة الأزواج القاطنين مع بعضهم البعض 58.7% من أصل المجموع الكلي للأسر، ونسبة 4.3% من الأسر كان لديها معيلات من الإناث دون وجود شريك،  بينما كانت نسبة 5.8% من الأسر لديها معيلون من الذكور دون وجود شريكة وكانت نسبة 31.2% من غير العائلات. تألفت نسبة 24.6% من أصل جميع الأسر من عدة أفراد يعيشون في نفس المنزل ونسبة 12.3% كانت تتألف من شخص يعيش بمفرده يبلغ من العمر 65 عاماً أو أكثر. وبلغ متوسط حجم الأسرة المعيشية 2.36، أما متوسط حجم العائلات فبلغ 2.82.
بلغ العمر الوسطي للسكان 46.1 عاماً. وكانت نسبة 18.8% من القاطنين تحت سن الثامنة عشر، وكانت نسبة 7.7% بين الثامنة عشر والرابعة والعشرين عاماً، ونسبة 21.5% كانت واقعةً في الفئة العمرية ما بين الخامسة والعشرين والرابعة والأربعين عاماً، ونسبة 35.1% كانت ما بين الخامسة والأربعين والرابعة والستين، ونسبة 16.9% كانت ضمن فئة الخامسة والستين عاماً فما فوق. وتوزع التركيب الجنسي للسكان بنسبة 53.5% ذكور و46.5% إناث.